# Burhan Koçan
Burhan Koçan (ur. 13 sierpnia 1985) – turecki judoka.
Uczestnik mistrzostw świata w 2007. Startował w Pucharze Świata w latach 2004 i 2007-2011. Brązowy medalista igrzysk śródziemnomorskich w 2005  roku.